# Lökbrosking
Lökbrosking (Mycetinis scorodonius) är en svampart som först beskrevs av Elias Fries, och fick sitt nu gällande namn av A.W. Wilson 2005. Enligt Catalogue of Life ingår Lökbrosking i släktet Mycetinis,  och familjen Marasmiaceae, men enligt Dyntaxa är tillhörigheten istället släktet Mycetinis,  och familjen Omphalotaceae. Arten är reproducerande i Sverige. Inga underarter finns listade i Catalogue of Life.

## Bildgalleri

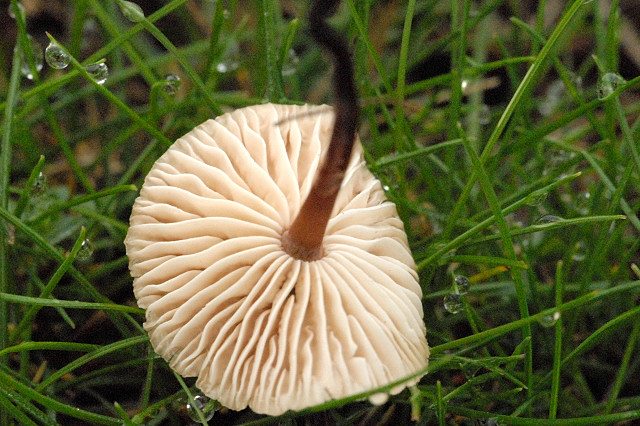
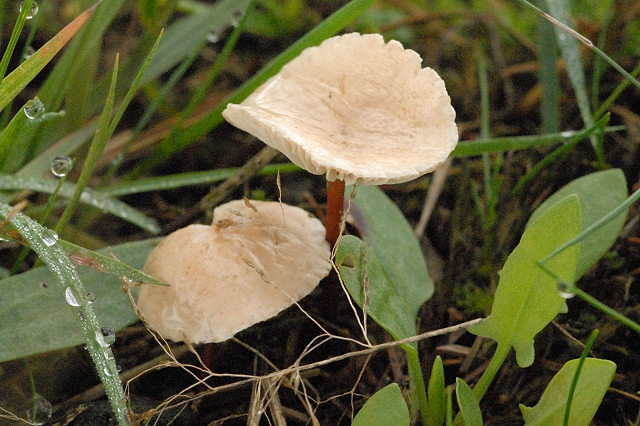
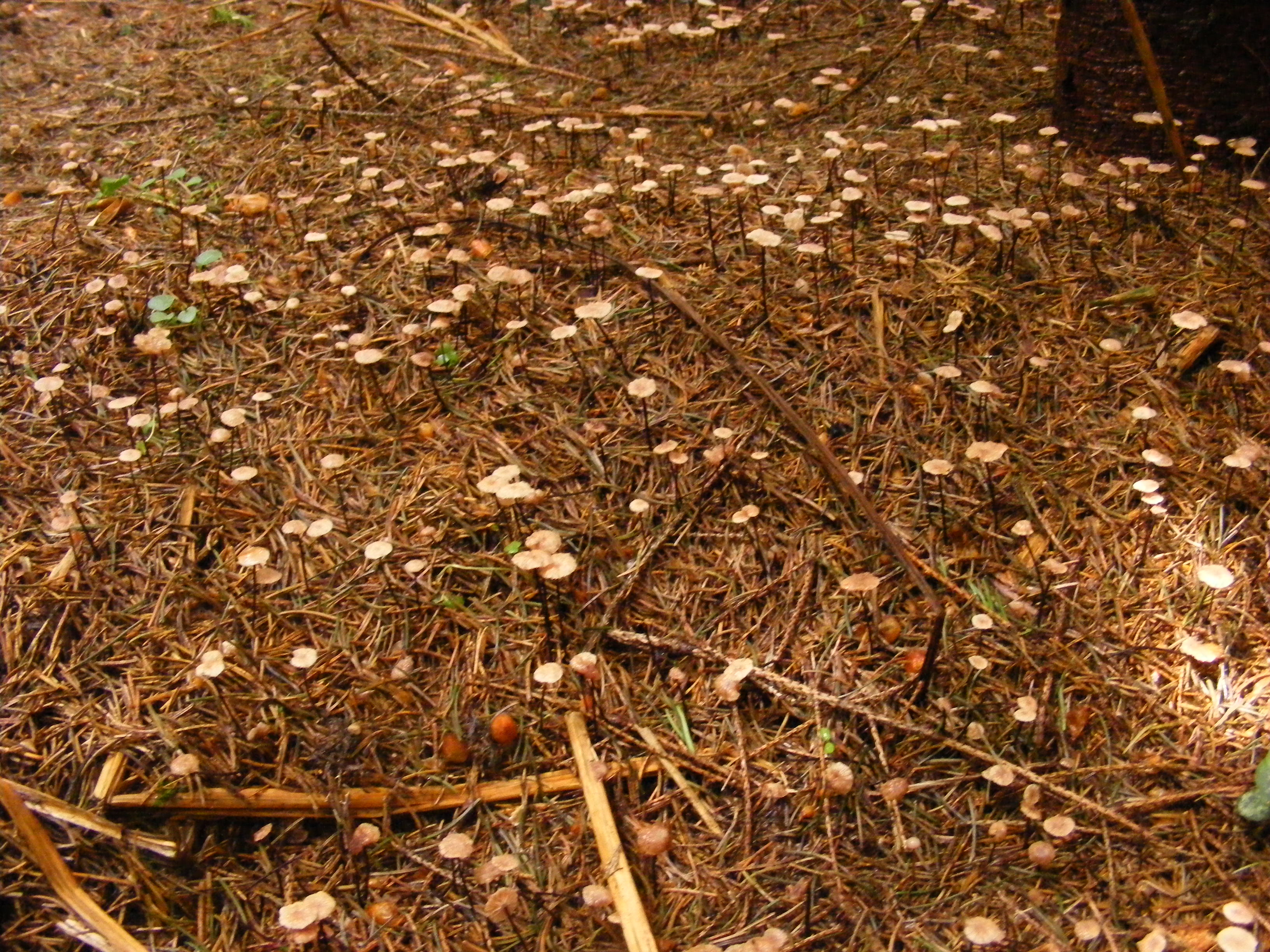